# Quercus firmurensis
Quercus firmurensis är en bokväxtart som beskrevs av Félix Charles Hy. Quercus firmurensis ingår i släktet ekar, och familjen bokväxter. Inga underarter finns listade.